# Stadttheater Düren
Das Stadttheater Düren wurde zwischen 1905 und 1907 erbaut und stand bis zum Zweiten Weltkrieg auf dem jetzigen Hoeschplatz in Düren, Nordrhein-Westfalen.
Der Dürener Fabrikant Eberhard Hoesch stellte 500.000 Mark für den Neubau eines Theaters zur Verfügung. Bis dahin wurde Theater in den Sälen der Gaststätten gespielt, nun sollte ein repräsentatives Bauwerk entstehen.
Bereits 14 Monate nach der Grundsteinlegung am 17. November 1905, nämlich am 17. Januar 1907, konnte das Theater eröffnet werden. Das nach Entwurf des Kölner Architekten Carl Moritz im Jugendstil erbaute Gebäude bot 700 Besuchern Platz. Die Bühne war 20 m breit und 28 m tief. Neben einem großzügigen Foyer gehörten Büros, Garderoben, Magazine, eine Requisitenkammer und Werkstätten zum Theaterbau.
Mit dem gegenüberliegenden Leopold-Hoesch-Museum war das Stadttheater der repräsentativste Bau der Stadt. Das Theater hatte kein eigenes Ensemble. Viele bekannte Bühnen gaben Gastspiele in Düren. Bekannte Künstler traten im Stadttheater auf, zum Beispiel Willy Birgel, Paul Henckels, Asta Nielsen, Elly Ney und Herbert von Karajan. Von 1937 bis 1944 war Erna Flecke-Schiefenbusch die Intendantin.
Beim Luftangriff vom 16. November 1944 wurde das Stadttheater zerstört. Lediglich das Untergeschoss und die Fassade blieben erhalten. Nach dem Krieg wurde im Untergeschoss eine Gaststätte eingerichtet. Im März 1952 wurden die Mauern der Ruine abgerissen. Mit den Steinen wurde die Mauer des Friedhofs in der Kölnstraße errichtet. Das flache Untergeschoss des ehemaligen Theaters wurde noch bis 1971 als Tanzlokal genutzt und dann abgerissen.
Nach dem Krieg begannen die Theateraufführungen wieder, und zwar im Festsaal der Provinzialanstalten, jetzt LVR-Klinik Düren, am 25. April 1946. Nach einem langjährigen Zwischenspiel in der Aula des Stiftischen Gymnasiums ist das Stadttheater seit dem 30. November 1991 im Haus der Stadt beheimatet.